# Громцев Едуард Володимирович
Едуа́рд Володи́мирович Гро́мцев — генерал-майор МВС України.
Станом на липень 2015-го — у складі батальйону міліції громадської безпеки особливого призначення
ГУМВС в Дніпропетровській області.

## Нагороди
8 вересня 2014 року — за особисту мужність і героїзм, виявлені у захисті державного суверенітету та територіальної цілісності України, вірність військовій присязі під час російсько-української війни, відзначений — нагороджений орденом «За мужність» III ступеня.